# Manuel Canabal
Manuel Canabal Fiestras (Forcarei, 10 novembre 1974) è un ex calciatore spagnolo, di ruolo attaccante.

## Caratteristiche tecniche
Era un centravanti forte fisicamente, che prediligeva giocare come rapace dell'area di rigore avversaria.

## Carriera
Esordì nella Liga spagnola il 23 marzo 1996 con la maglia del Mérida, contro lo Sporting de Gijón, entrando nel finale di gara al posto di José Maria López Duque. A fine anno il Mérida retrocesse.
Nel 1996-1997 disputò quindi la Segunda División, venendo impiegato da titolare e contribuì con 10 reti in 35 presenze alla vittoria del campionato.
Fabio Capello, allenatore del Real Madrid lo volle in squadra, così Canabal fu acquistato dai blancos per 800 milioni di pesetas. tuttavia, poco dopo Capello lasciò il Real Madrid per tornare al Milan. Canabal Non rientrando nei piani del nuovo tecnico, il tedesco Jupp Heynckes, Canabal non esordì mai con il Real Madrid: nella sessione di calciomercato invernale fu girato in prestito al Real Valladolid, e poi nelle stagioni successive al Deportivo Alavés e al Rayo Vallecano. La stagione al Rayo fu la più prolifica per Canabal, con 11 reti in 33 partite di Liga. Il Malaga lo acquistò a titolo definitivo per 500 milioni di pesetas. Con gli andalusi, Canabal, trovò la continuità che gli era mancata nella parte iniziale della sua carriera, disputando quattro stagioni consecutive. Vinse anche la Coppa Intertoto 2002, esordendo così nella Coppa UEFA 2002-2003.
Nel 2004, Canabal lasciò il Malaga e ritornò al Pontevedra CF, neopromosso nella Segunda División spagnola. Nel 2005, a causa di un doloroso problema fisico alla spalla, di natura cronica reumatica, fu costretto a ritirarsi dal calcio all'età di 30 anni.

## Palmarès

### Competizioni nazionali
- Segunda División spagnola: 1

Mérida: 1996-1997

### Competizioni internazionali
- Coppa Intertoto UEFA: 1

Malaga: 2003